# Liste de peintures de Winslow Homer
Cette page est une liste de peintures de Winslow Homer (1836-1910).

## Première époque
| Image | Thème          | Titre                                                               | Date      | Technique                             | Dimensions     | Lieu de Conservation                         | Référence                    |
| ----- | -------------- | ------------------------------------------------------------------- | --------- | ------------------------------------- | -------------- | -------------------------------------------- | ---------------------------- |
|       | Scène de genre | Home, Sweet Home                                                    | 1863      | Huile sur toile                       | 55 × 42 cm     | National Gallery of Art, Washington          | Musée                        |
|       | Scène de genre | The Brierwood Pipe (La Pipe en bois de Brier)                       | 1864      | Huile sur toile                       | 69 × 160 cm    | Cleveland Museum of Art                      | Musée                        |
|       | Scène de genre | The Bright Side (Le Bon côté)                                       | 1865      | Huile sur toile                       | 32 × 43 cm     | De Young Museum, San Francisco               | Musée                        |
|       | Scène de genre | Croquet Scene                                                       | 1866      | Huile sur toile                       | 40 × 66 cm     | Art Institute of Chicago                     | Musée                        |
|       | Scène de genre | Croquet match                                                       | 1868-1869 | Huile sur panneau                     | 25 × 40 cm     | Terra Foundation for American Art, Chicago   | Musée                        |
|       | Scène de genre | The Dinner Horn (Le Cor du dîner)                                   | 1870      | Huile sur toile                       | 49 × 35 cm     | National Gallery of Art, Washington          | Musée                        |
|       | Scène de genre | Eagle Head, Manchester, (High Tide) (A la Tête de l'aigle)          | 1870      | Huile sur toile                       | 66 × 96 cm     | Metropolitan Museum of Art, New York         | Musée                        |
|       | Scène de genre | Old Mill (The Morning Bell) (Vieux moulin, La Cloche du matin)      | 1871      | Huile sur toile                       | 61 × 97 cm     | Yale University Art Gallery, New Haven       | Musée                        |
|       | Scène de genre | Snap the Whip (Cassez le fouet)                                     | 1872      | Huile sur toile                       | 56 × 91 cm     | Butler Institute of American Art, Youngstown | Musée                        |
|       | Scène de genre | A Basket of Clams (Un panier de palourdes)                          | 1873      | aquarelle                             | 29 × 25 cm     | Metropolitan Museum of Art, New York         | Musée                        |
|       | Scène de genre | Le vent se lève (Un vent favorable)                                 | 1873-1876 | Huile sur toile                       | 61 × 97 cm     | National Gallery of Art, Washington          | Musée                        |
|       | Scène de genre | The Sick Chicken (Le Pousssin malade)                               | 1874      | aquarelle                             | 25 × 20 cm     | National Gallery of Art, Washington          | Musée                        |
|       | Paysage        | Le Clair de lune                                                    | 1874      | aquarelle                             | 36 × 51 cm     | Arkell Museum, Canajoharie                   | MuséeConsulté le 31 Mai 2024 |
|       | Scène de genre | Sur la plage                                                        | 1875      | huile sur toile                       | 21 × 35 cm     | Collection Forbes                            | Ouvrage                      |
|       | Scène de genre | Cueilleuses de coton                                                | 1876      | Huile sur toile                       | 61,1 × 96,8 cm | Musée d'Art du comté de Los Angeles          | Musée                        |
|       | Paysage        | Twilight at Leeds, New York (Crépuscule à Leeds, New York)          | 1876      | Huile sur toile marouflée sur panneau | 61 × 71 cm     | Musée des Beaux-Arts de Boston               | Musée                        |
|       | Paysage        | Autumn (Automne)                                                    | 1877      | Huile sur toile                       | 34 × 11 cm     | Cooper Hewit, New York                       | Musée                        |
|       | Scène de genre | Two Girls Looking at a Book (Deux jeunes filles regardant un livre) | vers 1877 | aquarelle                             | 14 × 22 cm     | Musée des Beaux-Arts de Boston               | Musée                        |
|       | Scène de genre | Dressing for the Carnival (S'habiller pour le carnaval)             | 1877      | huile sur toile                       | 51 × 76 cm     | Metropolitan Museum of Art, New York         | Musée                        |
|       | Scène de genre | Peach Blossoms (Fleurs de pêcher)                                   | 1878      | huile sur toile                       | 34 × 49 cm     | Art Institute of Chicago                     | Musée                        |
|       | Scène de genre | Girl with a Hay Rake (jeune fille avec un rateau à foin)            | 1878      | aquarelle                             | 18 × 21 cm     | National Gallery of Art, Washington          | Musée                        |
|       | Scène de genre | The Milk Maid (La Laitière)                                         | 1878      | aquarelle                             | 50 × 36 cm     | National Gallery of Art, Washington          | Musée                        |
|       | Scène de genre | On the Fence (Sur la clôture)                                       | 1878      | aquarelle et gouache                  | 28 × 22 cm     | National Gallery of Art, Washington          | Musée                        |
|       | Scène de genre | Butterflies (Papillons)                                             | 1878      | huile sur toile marouflée sur panneau | 96 × 61 cm     | New Britain Museum of American Art           | Musée                        |

## La Maturité
| Image | Thème          | Titre                                                                            | Date         | Technique            | Dimensions   | Lieu de Conservation                                | Référence           |
| ----- | -------------- | -------------------------------------------------------------------------------- | ------------ | -------------------- | ------------ | --------------------------------------------------- | ------------------- |
|       | Scène de genre | Waiting (L'Attente)                                                              | 1880         | aquarelle            | 21 × 30 cm   | Collection privée, Vente 2005                       | Catalogue Sotheby's |
|       | Scène de genre | Three Fisher Girls, Tynemouth (Trois pêcheuses)                                  | 1881         | aquarelle            | 30 × 49 cm   | National Gallery of Art, Washington                 | Musée               |
|       | Scène de genre | A Fresh Breeze (Une brise fraîche)                                               | vers 1881    | aquarelle            | 36 × 51 cm   | Musée des Beaux-Arts de Boston                      | Musée               |
|       | Scène de genre | Mending the Nets (La Réparation des filets)                                      | 1881         | aquarelle et gouache | 69 × 49 cm   | National Gallery of Art, Washington                 | Musée               |
|       | Scène de genre | Girl with Red Stockings (Jeune fille aux chaussettes rouges)                     | 1882         | aquarelle            | 34 × 49 cm   | Musée des Beaux-Arts de Boston                      | Musée               |
|       | Scène de genre | Girl Carrying a Basket (Jeune fille portant un panier)                           | 1882         | aquarelle            | 37 × 55 cm   | National Gallery of Art, Washington                 | Musée               |
|       | Paysage        | Surf, Prout's Neck (Vagues déferlantes, crique de Prout)                         | 1882         | aquarelle            | 29 × 49 cm   | Yale University Art Gallery, New Haven              | Musée               |
|       | Paysage        | Incoming Tide, Scarboro, Maine (Marée montante)                                  | 1883         | aquarelle            | 38 × 55 cm   | National Gallery of Art, Washington                 | Musée               |
|       | Paysage        | The Life Line (La Corde de sauvetage)                                            | 1884         | huile sur toile      | 73 × 114 cm  | Philadelphia Museum of Art                          | Musée               |
|       | Scène de genre | The Fog Warning (L'Arrivée du brouillard, Pêche au flétan)                       | 1885         | Huile sur toile      | 77 × 123 cm  | Musée des beaux-arts de Boston                      | Musée               |
|       | Scène de genre | Eight Bells (Huit cloches)                                                       | 1886         | Huile sur toile      | 64 × 77 cm   | Addison Gallery of American Art, Andover            | Musée               |
|       | Scène de genre | Rowing Home (Retour à l'aviron)                                                  | 1890         | aquarelle            | 35 × 50 cm   | The Phillips Collection, Washington DC              | Musée               |
|       | Scène de genre | Summer night (Nuit d'été)                                                        | 1890         | huile sur toile      | 76 × 102 cm  | Musée d'Orsay, Paris                                | Musée               |
|       | Scène de genre | Hound and Hunter (Chien et chasseur) esquisse                                    | 1891         | aquarelle            | 35 × 51 cm   | National Gallery of Art, Washington                 | Musée               |
|       | Animalier      | A Good Shot, Adirondacks (Un bon coup)                                           | 1892         | aquarelle            | 38 × 54 cm   | National Gallery of Art, Washington                 | Musée               |
|       | Animalier      | Fox Hunt (La Chasse au renard)                                                   | 1893         | huile sur toile      | 96 × 174 cm  | Pennsylvania Academy of the Fine Arts, Philadelphie | Musée               |
|       | Paysage        | Northeaster (Nord-Est)                                                           | 1893         | huile sur toile      | 88 × 127 cm  | Metropolitan Museum of Art, New York                | Musée               |
|       | Paysage        | The Lookout – "All's Well" (Le Guetteur – « Tout va bien »)                      | 1893         | huile sur toile      | 101 × 76 cm  | musée des beaux-arts de Boston                      | Musée               |
|       | Scène de genre | Rum Cay                                                                          | 1893         | aquarelle            | 38 × 55 cm   | Worcester Art Museum                                | Musée               |
|       | Scène de genre | After the Hurricane, Bahamas (Après l'ouragan)                                   | 1893         | aquarelle            | 37 × 54 cm   | Art Institute of Chicago                            | Musée               |
|       | Paysage        | West Point, Prouts Neck                                                          | 1893         | huile sur toile      | 76 × 122 cm  | Clark Art Institute, Williamstown                   | Musée               |
|       | Scène de genre | The Gulf Stream (Le Gulf Stream)                                                 | 1899 et 1906 | huile sur toile      | 71 × 125 cm  | Metropolitan Museum of Art, New York                | Musée               |
|       | Paysage        | Salt Kettle, Bermuda (Saunerie, Bermudes)                                        | 1899         | aquarelle            | 35 × 53 cm   | National Gallery of Art, Washington                 | Musée               |
|       | Paysage        | Early Morning After a Storm at Sea (Petit matin après la tempête en mer)         | 1900-1903    | Huile sur toile      | 111 × 160 cm | Cleveland Museum of Art                             | Musée               |
|       | Paysage        | The Coming Storm (L'Arrivée de la tempête)                                       | 1901         | aquarelle            | 37 × 53 cm   | National Gallery of Art, Washington                 | Musée               |
|       | Paysage        | Searchlight on Harbor Entrance, Santiago de Cuba (projecteur à l'entrée du port) | 1901         | huile sur toile      | 77 × 128 cm  | Metropolitan Museum of Art, New York                | Musée               |
|       | Paysage        | Key West, Hauling Anchor (Lever de l'ancre)                                      | 1903         | aquarelle            | 35 × 55 cm   | National Gallery of Art, Washington DC              | Musée               |
|       | Paysage        | Fishing Boats, Key West (Bateaux de pêche)                                       | 1903         | aquarelle            | 35 × 55 cm   | Metropolitan Museum of Art, New York                | Musée               |
|       | Scène de genre | Driftwood (Bois flotté)                                                          | 1909         | huile sur toile      | 62 × 72 cm   | musée des Beaux-Arts de Boston                      | Musée               |
|       | Paysage        | Right and Left (Droite et gauche)                                                | 1909         | huile sur toile      | 72 × 123 cm  | National Gallery of Art, Washington DC              | Musée               |